# ジョージ・アーノルド
ジョージ・アーノルド（George Arnald ARA、1763年 – 1841年11月21日）は、イギリスの画家、イラストレータである。主に風景画を描いたが、ナポレオン戦争の、ナイルの海戦を描いた作品が最もよく知られている。

## 略歴

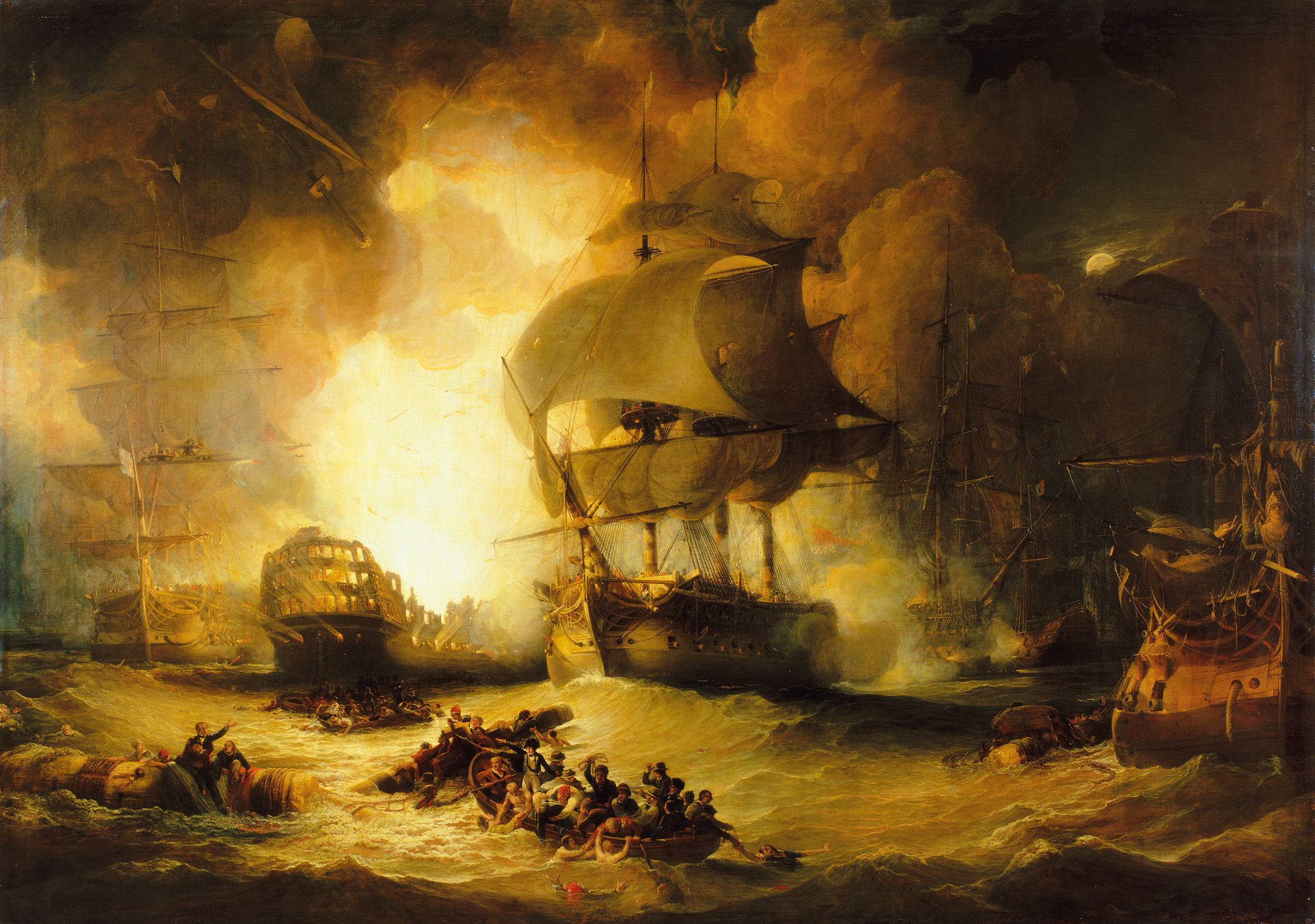
アーノルド作『ナイルの海戦』

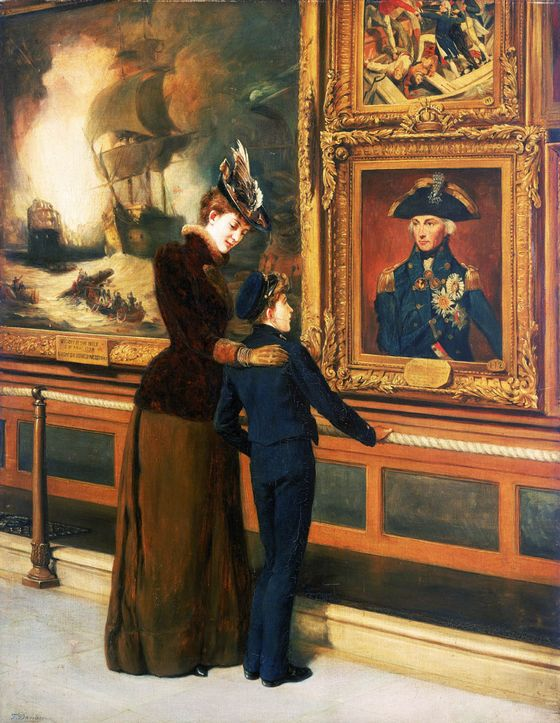
トーマス・デーヴィッドソンの絵画にアーノルドの『ナイルの海戦』の絵が描かれている。

その前半生はあまり知られていなくて、ベッドフォードシャーの現在のFarndishの生まれとか、バークシャーの生まれとかいわれている。召使として働いた後、画家になったとされる。版画家として知られる、ウィリアム・ペザー(William Pether: c.1738–1821)から絵や版画を学んだ。
1788年にはロイヤル・アカデミー・オブ・アーツの展覧会に作品を出展し、ロンドンの民間展覧会「British Institution」にも出展した。1810年にロイヤル・アカデミーの準会員に選ばれたが、その風景画に対する評価は高くなく、正会員に選ばれることはなかった。
ジョージ・アーノルドの作品として最も有名な作品は、ナイルの海戦でネルソン艦隊と戦い炎上するフランス海軍の戦列艦、「ロリアン」を描いたものである。この絵は、イギリス海軍の傷痍軍人のための病院、グリニッジ病院に展示するための絵画として公募に応募して買い上げられたものである。『ナイルの海戦』は有名になり、トーマス・デーヴィッドソンはグリニッジ病院の絵画室にネルソン提督の肖像画などと並べられて展示されている様子を描いた作品を残した。現在この絵はロンドンの国立海洋博物館にある。
画家のジョン・ヴァーリイの友人であり、1798年と1799年に一緒にウェールズを旅した。若い頃の肖像画家のヘンリー・ウィリアム・ピッカースギルを教えた 。
旅に関する書籍などの挿絵を描いた他、1828年にベルギーのマース川の河畔の風景を描いた画集も出版した。
1841年にロンドンで死去した。アーナルドの作品は、テート・ギャラリー やロイヤル・アカデミー・オブ・アーツのコレクション、ナショナル・ポートレート・ギャラリー、ベルギーのリエージュ大学 などに収蔵されている。

## 作品

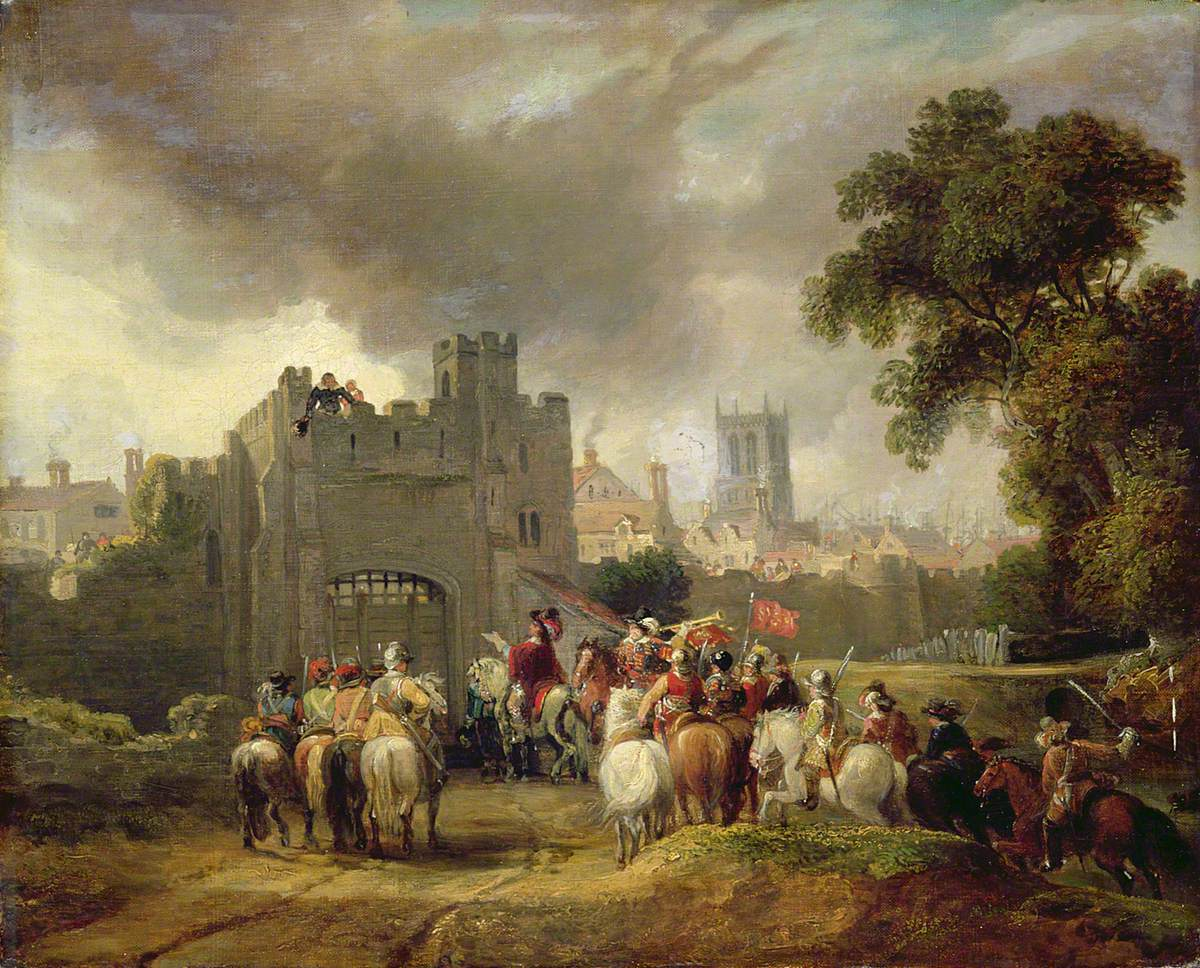
ハル入城を求めるチャールズ1世
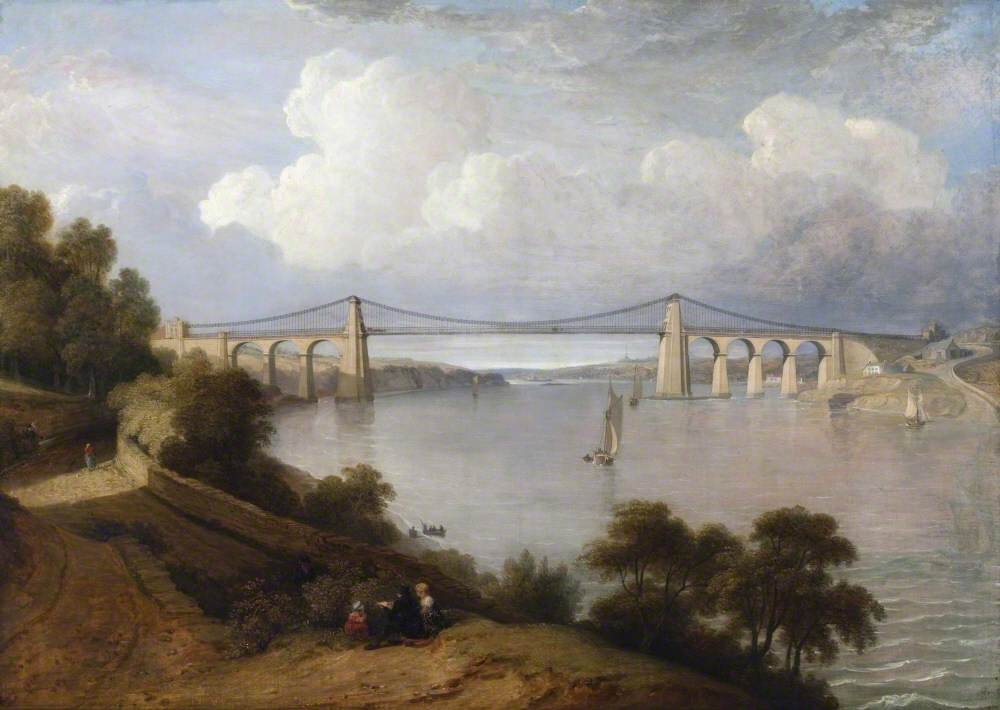
メナイ吊橋
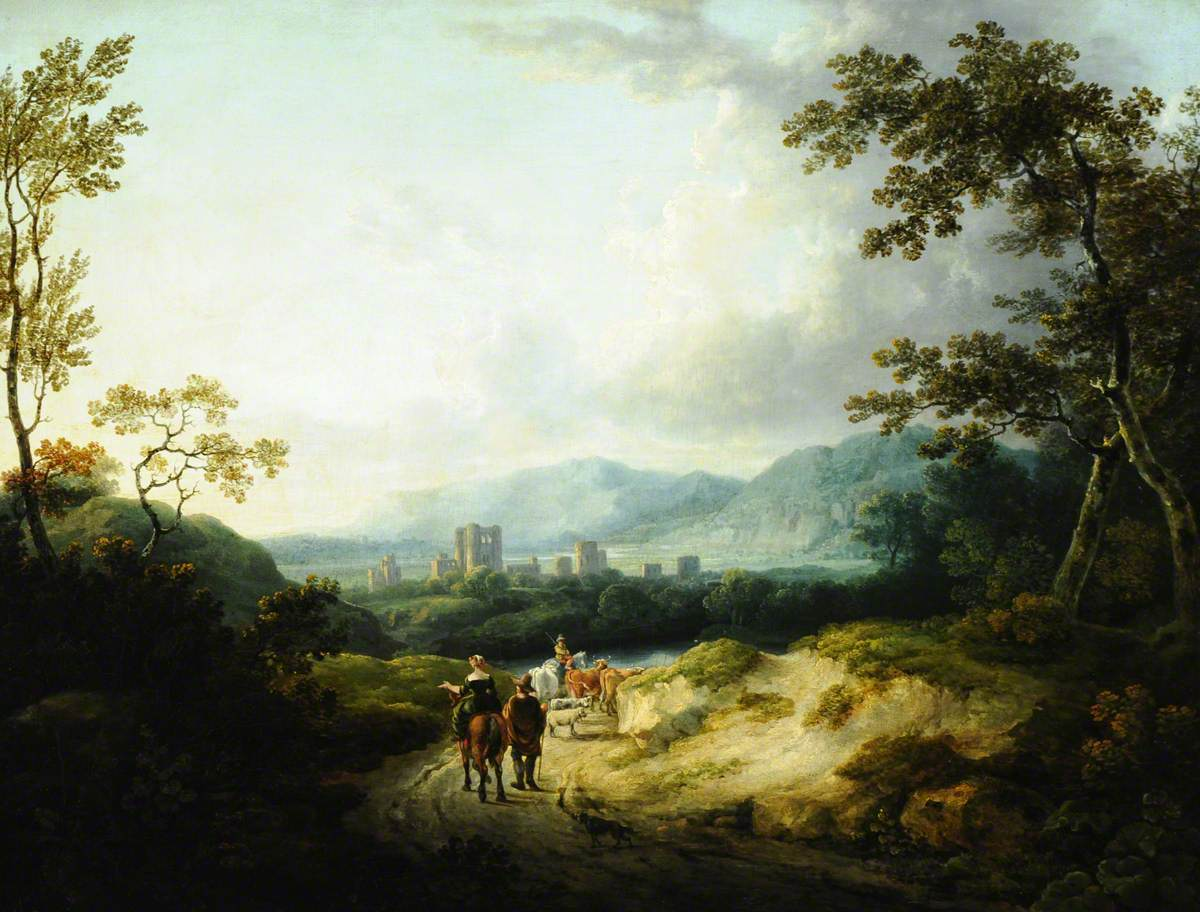
旅人のいる山の風景

## 挿絵を描いた書籍
Arnald's work was used to illustrate books, including the following:
- Scott, W. The Border Antiquities of England and Scotland. Edinburgh: 1814
- Dugdale, James. The New British Traveller. London: J Robins & Co, 1819
- Wright, Thomas. History and Topography of the County of Essex. London: G. Virtue, 1836

## 関連文献
- Houfe, Simon, "The Bedfordshire Prodigy: George Arnald ARA", Bedfordshire Magazine, Vol 2, (1990), pp. 135–41